# Porzana porzana

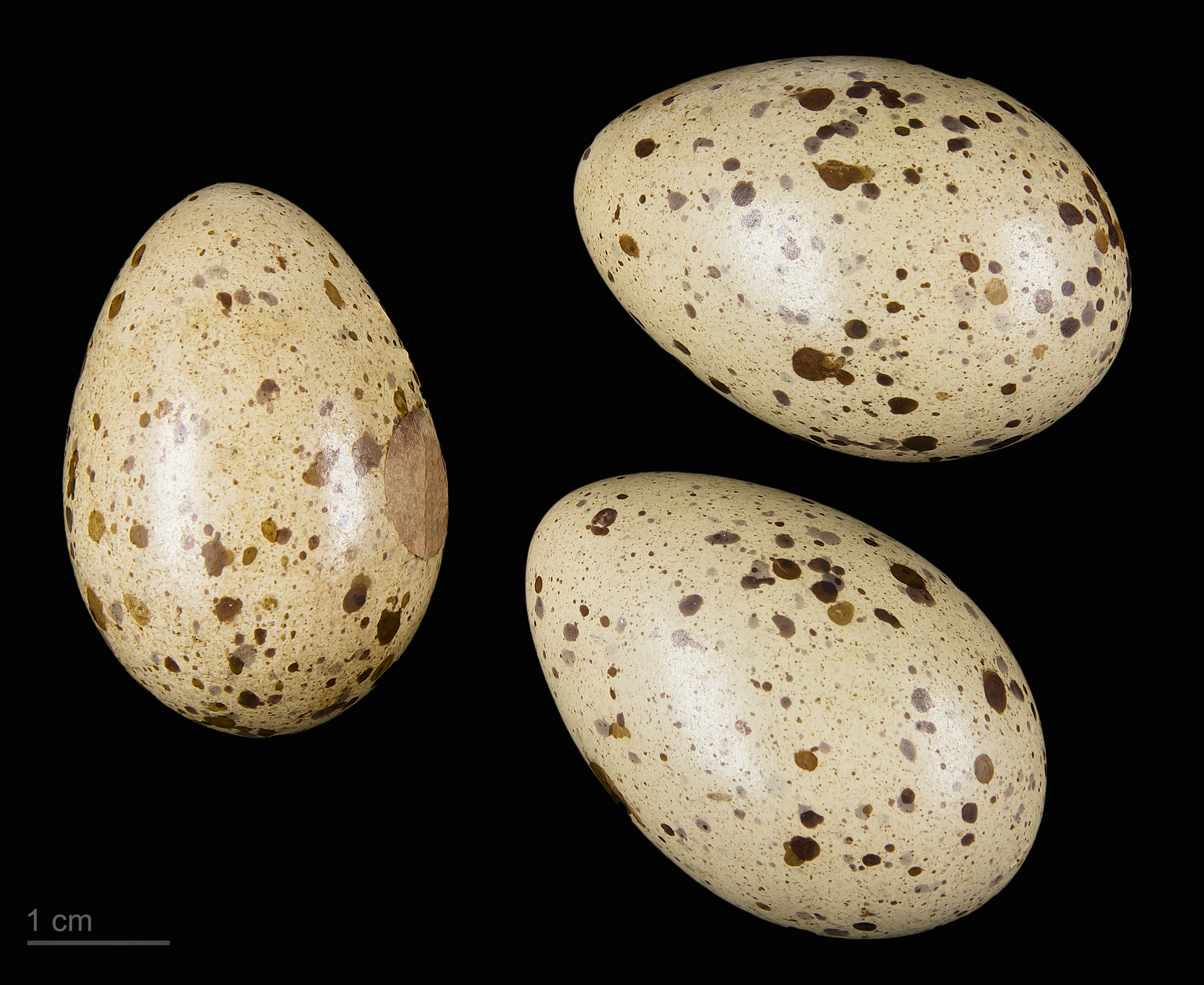
Porzana porzana

Il voltolino eurasiatico (Porzana porzana (Linnaeus, 1766)) è un uccello della famiglia dei Rallidi originario dell'Europa e dell'Asia centrale.

## Descrizione
Il voltolino eurasiatico è un Rallide di piccole dimensioni dalla costituzione piuttosto paffuta. Misura 22–24 cm di lunghezza, ha un'apertura alare di 37–42 cm e pesa 57-147 g. Ha un breve becco diritto di colore giallo, con l'estremità verdastra e una macchia rosso-arancio alla base. Ha zampe verdi e copritrici sottocaudali color camoscio. Le regioni superiori, testa compresa, sono prevalentemente di colore marrone e sono ricoperte da strisce scure e macchie bianche.
I sessi sono simili, ma la femmina ha meno zone di colore grigio e più macchie del maschio. Il voltolino eurasiatico ha un vasto repertorio vocale, che va da un tranquillo hui a un duro eh, emesso quando è allarmato, e a un tshick emesso per segnalare la presenza.
Durante la stagione riproduttiva, gli adulti hanno il petto di colore grigio. In questo periodo vengono avvistati raramente, ma si possono facilmente individuare dai loro richiami di allarme, udibili fino a due chilometri di distanza. Nelle parate di difesa e di corteggiamento, il maschio emette un breve e sonoro fischio ascendente, ripetuto una volta al secondo per alcuni minuti, dal tramonto fino al cuore della notte. Il richiamo della femmina è più debole e viene spesso emesso in duetto.
Il piumaggio degli esemplari immaturi ricorda quello degli adulti al di fuori della stagione riproduttiva, ma presenta un numero maggiore di macchie ai lati della testa; inoltre, i giovani hanno il becco di colore verde oliva con la base arancione.

## Distribuzione e habitat
Il voltolino eurasiatico nidifica in tutta Europa, dalle regioni meridionali della Scandinavia fino alle coste settentrionali del Mediterraneo, nonché in Asia centrale e occidentale. Sverna in Africa orientale, spingendosi a sud fino al Sudafrica.
Nidifica nelle zone umide, preferendo le aree con acque dolci poco profonde circondate da erbe fitte, carici e giunchi. Si incontra anche in prati umidi, fossi, stagni e fiumi a corso lento.

## Biologia
Il voltolino eurasiatico è una specie onnivora che si nutre di invertebrati acquatici, piccoli pesci, alghe e varie piante erbacee. Quando va in cerca di cibo, si sposta tra l'acqua bassa, spesso immergendo tutta la testa per beccare sul fondo.
Trascorre la giornata in cerca di cibo e la notte si appollaia tra la fitta vegetazione, ma queste abitudini si invertono durante la migrazione; malgrado il suo comportamento territoriale, non è raro vedere piccoli gruppi in migrazione che si riuniscono per foraggiare col favore dell'oscurità.
La specie si reca nei territori di svernamento verso la metà di luglio e riappare nei siti di nidificazione europei in aprile. Nel mese di agosto, gli esemplari immaturi spesso interrompono la migrazione per effettuare la muta, processo che li rende incapaci di volare per circa tre settimane.
Le coppie riproduttrici di voltolino eurasiatico sono monogame, ma solo per la durata della stagione di nidificazione. Il nido viene costruito in prossimità dell'acqua, tra la fitta vegetazione o in un arbusto. Le uova, in numero di 8-12, si schiudono dopo circa 18 giorni. I pulcini, ricoperti di piumino nero, divengono capaci di badare a sé stessi dopo pochi giorni, e vengono accuditi dagli adulti solamente fino a quando non sono schiuse tutte le uova della covata. Si involano dopo circa 50 giorni.